# Dumitru Dumitriu
Pour les articles homonymes, voir Dumitriu.
Dumitru  Țiți Dumitriu, né le 19 novembre 1945 à Bucarest, est un ancien entraîneur et joueur roumain de football.

## Biographie

### Carrière de joueur

#### En club
Dumitru Dumitriu dispute un total de 167 matchs en première division roumaine, inscrivant 26 buts dans ce championnat. Il réalise sa meilleure performance lors de la saison 1972-1973, où il inscrit 6 buts.

#### En sélection
Dumitru Dumitriu reçoit une sélection en équipe de Roumanie lors de l'année 1967. Il s'agit d'une rencontre amicale jouée face à la RD Congo, la veille de Noël.

### Carrière d'entraîneur
Il commence sa carrière de manager comme entraîneur adjoint du Steaua Bucarest. Il est demi-finaliste de la Coupe d'Europe des clubs champions en 1988, puis finaliste de cette même compétition en 1989. Il est également quart de finaliste de la Coupe des coupes en 1993.
En tant qu'entraîneur en chef de cette même équipe, il remporte trois titres de champion de Roumanie, deux Coupes de Roumanie, et enfin deux Supercoupes de Roumanie.
Avec l'AEK Athènes, il est une nouvelle fois quart de finaliste de la Coupe des coupes, en 1998.

## Palmarès

### Joueur
- Champion de Roumanie de D2 en 1967 avec l'ASA Târgu Mureș
- Vainqueur de la Coupe de Roumanie en 1969, 1970 et 1971 avec le Steaua Bucarest
- Champion de Roumanie de D2 en 1974 avec l'Olimpia Satu Mare

### Entraîneur
En tant qu'entraîneur adjoint d'Anghel Iordănescu au Steaua
- Champion de Roumanie en 1988, 1989 et 1993
- Vainqueur de la Coupe de Roumanie en 1989
- Finaliste de la Ligue des champions en 1989

Avec l'équipe de Roumanie Olympique
- Vainqueur de la Coupe Nehru en 1991

Avec le Steaua Bucarest
- Champion de Roumanie en 1995, 1996, 1997 et 2005
- Vainqueur de la Coupe de Roumanie en 1996 et 1997
- Vainqueur de la Supercoupe de Roumanie en 1994 et 1995

Avec le Rocar Bucurest
- Finaliste de la Coupe de Roumanie en 2001